# Charlottenhof (Schiff)
Die Charlottenhof ist ein Fahrgastschiff des Traditionsunternehmens Weisse Flotte Potsdam in der brandenburgischen Landeshauptstadt Potsdam.

## Geschichte
Das Schiff gehört zu einer Serie von fünf Fahrgastschiffen der Kosmos-Klasse, die 1964 bis 1965 beim VEB Yachtwerft Berlin gebaut wurden. Die offizielle Baubezeichnung der Bauwerft für die Serie lautete Binnenfahrgastschiff 37,5 m / Typ Berlin – Projekt 2303. Drei Schiffe der Serie erhielten ursprünglich Namen im Zusammenhang mit sowjetischer Weltraumtechnik. Ein Schiff wurde nach Otto von Guericke benannt und das letzte Schiff der Serie wurde 1965 mit der Baunummer 2303-5 an den VEB Verkehrsbetriebe Potsdam ausgeliefert und erhielt den Namen Potsdam, nach der Bezirkshauptstadt des damaligen Bezirkes Potsdam. Es war vorwiegend im Raum Potsdam und Brandenburg auf der Havel für die Weisse Flotte Potsdam,einem Betriebsteil des damaligen volkseigenen Verkehrsunternehmens im Einsatz.

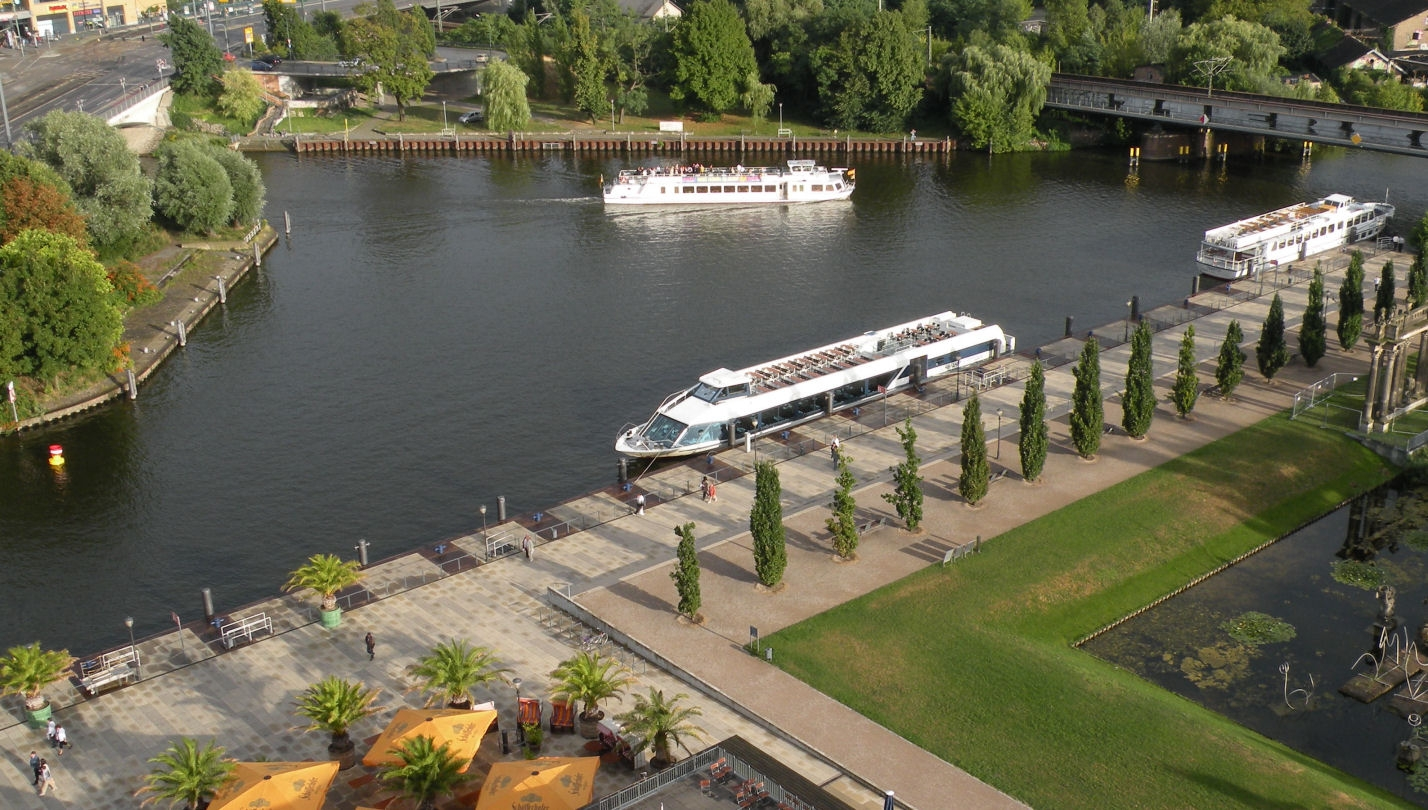
Hafen Potsdam

Die Weisse Flotte wurde im Jahre 2000 zum Verkauf ausgeschrieben. Es gab mehrere Bewerber für das Unternehmen. Dazu gehörten unter anderem Finanzkonsortien aus Hamburg und München. Den Zuschlag erhielten Anfang 2000 zwei Unternehmer aus der Region. In ihrem Besitz befanden sich bereits das Salonschiff Fridericus Rex und das Dampfschiff Gustav. Das Unternehmen Haveldampfschiffahrt blieb eigenständig. Gemeinsam mit der Weissen Flotte Potsdam firmieren sie unter dem Oberbegriff Schiffahrt in Potsdam.

## Das Schiff
Angetrieben wurde und wird die Potsdam, die spätere Charlottenhof von zwei Motoren des Typs SKL 6 NVD 21-2, die über Getriebe auf die Propeller wirken. Zur Stromversorgung an Bord stehen zwei Generatoren, angetrieben von je einem Dieselmotor der Baureihe HK 65 (Typbezeichnung NZD 9/12) des Diesel-Kraftmaschinenwerks Karl-Marx-Stadt zur Verfügung. 1990 wurde das Schiff in der Schiffswerft Genthin um zehn Meter verlängert, teilumgebaut, modernisiert und nach dem Schloss Charlottenhof in Charlottenhof umbenannt. Zugelassen ist das Schiff für 300 Fahrgäste. Im Innenbereich gibt es Sitzplätze für 178 Personen. Im Außenbereich, auf dem Vordeck, auf dem Oberdeck und auf dem Achterdeck befinden sich etwa 130 Plätze.
Zur gastronomischen Versorgung der Fahrgäste steht eine Kombüse, ein Tresenbereich und ein Serviceteam, je nach Anzahl der Gäste und dem Fahrtgebiet angepasst, zur Fahrgastbetreuung zur Verfügung.